# Taller de Gráfica Popular
Die Taller de Gráfica Popular (Werkstatt der Volksgraphiker, TGP) war ein Zusammenschluss internationaler Künstler in Mexiko.
Die Gründung erfolgte im Jahre 1937 und hatte zeitweise über einhundert Mitglieder. Bedeutende Mitglieder der Vereinigung waren Ignacio Aguirre, Raúl Anguiano, Luis Arenal, Alberto Beltrán, Ángel Bracho, Celia Calderón de la Barca, Elizabeth Catlett, José Chávez Morado, Coney Cohen und Jean Charlot, Francisco Dosamantes, Arturo García Bustos, Alfred Hrdlicka, Carlos Jurado, Max Kahn, Adolfo Mexiac, Leopoldo Méndez und Hannes Meyer sowie Francisco Mora, Pablo O’Higgins, Isidoro Ocampo, Mariano Paredes, Antonio Pujol, Koloman Sokol, Albe Steiner, Mariana Yampolsky und Alfredo Zalce.
Die Mitglieder kreierten politisch-graphische Flugblätter und Plakate für das einfache Volk. Die Flugblätter wurden als Lithographien hergestellt und von Hand abgezogen. Sie warben für Gewerkschaften und Volksbildung und für den sozialistischen Präsidenten von Mexiko, Lázaro Cárdenas del Río, prangerten die Verfolgung von Lehrern durch die katholische Kirche und die Verbrechen des europäischen Faschismus an. Zwei Mitglieder der „Taller de Gráfica Popular“ beteiligten sich an einem Attentat auf den im mexikanischen Exil weilenden Leo Trotzki. Dadurch wurden die Beziehungen zur Kommunistischen Partei Mexikos belastet, und einige Künstler verließen die Gruppe. Nach dem Zweiten Weltkrieg wurden auf den Plakaten und Flugblättern die nationale Souveränität und die militärischen Interventionen der USA gegen Honduras, Guatemala und Kuba sowie der Frieden thematisiert. Die Graphiken wurden nun als Linolschnitte hergestellt und mittels einer Horizontalpresse vervielfältigt. Es entstanden Graphiken für die Untertitelung von Filmen des Regisseurs Justino Fernández, Dia-Shows und Filmsequenzen zur Geschichte der Arbeiterbewegung. Als der Internationale Friedenspreis an Leopoldo Méndez und die „Taller de Gráfica Popular“ verliehen wurde, kam es zu Auseinandersetzungen, in deren Folge viele Künstler austraten. In der Folgezeit entstanden noch einige Graphiken für Frauenrechte und Frieden, aber der Verein verlor zunehmend an Bedeutung. Als Meinungsverschiedenheiten zwischen kommunistischen, sozialdemokratischen und liberalen Künstlern auftraten, endete die kreative Zeit der „Taller de Gráfica Popular“.
Das Ibero-Amerikanische Institut Preußischer Kulturbesitz in Berlin besitzt eine umfangreiche Sammlung von Plakaten und Flugblättern dieser Künstlervereinigung.